# 34250 Mamichael
34250 Mamichael è un asteroide della fascia principale. Scoperto nel 2000, presenta un'orbita caratterizzata da un semiasse maggiore pari a 2,2909910 au e da un'eccentricità di 0,1012145, inclinata di 9,06392° rispetto all'eclittica.